# あなたとHTB
『あなたとHTB』は、1997年11月16日から、北海道テレビ（HTB）で偶数月第4日曜の5：35 - 5:50に放送されている、自己批評番組である。字幕放送を実施している。

## 概要
自社製作番組やテレビ朝日系列のネット番組に対して視聴者や有識者、番組モニターなどから寄せられた意見や苦情などへの、改善点を紹介する。月1回開催されている番組審議会の報告も行われる。また、番組やHTB関連のイベントの宣伝を行う。

## 担当アナウンサー
いずれもHTBのアナウンサー（出演当時）。
現在
- 森さやか[2][3]

過去
- 原田俊夫[4]
- 伊原誠一[5]
- 五十嵐いおり[4]
- 漣彰人[6]
- 竹内利美[7]
- 吉田みどり[8]
- 佐藤麻美[9]
- 遠藤雅也[10]
- 西野志海（森さやかの代理）[11]
- 柳田知秀[12]
- 大野恵[13]
- 佐藤良諭[14]